# Prezydenci Libanu
Prezydent Libanu – głowa państwa Liban. Zgodnie z Paktem Narodowym z 1943 roku prezydentem może zostać tylko chrześcijanin maronita. Prezydent jest wybierany na 6-letnią kadencję przez libański parlament (Zgromadzenie Narodowe).

## Lista prezydentów Libanu

### Liban pod mandatem francuskim (1926–1943)
| Osoba | Osoba   | Osoba                                                  | Kadencja         | Kadencja          | Partia polityczna      | Partia polityczna |
| #     | Portret | Imię i nazwisko                                        | Od               | Do                | Partia polityczna      | Partia polityczna |
| ----- | ------- | ------------------------------------------------------ | ---------------- | ----------------- | ---------------------- | ----------------- |
| 1     |         | Charles Dabbas شارل دباس (1885–1935)                   | 1 września 1926  | 2 stycznia 1934   | bezpartyjny            | bezpartyjny       |
| —     |         | Antoine Privat-Aubouard أنطوان أوبوار (1874–1934)      | 2 stycznia 1934  | 30 stycznia 1934  | bezpartyjny            | bezpartyjny       |
| 2     |         | Habib Pasza as-Saad حبيب باشا السعد (1867–1942)        | 30 stycznia 1934 | 20 stycznia 1936  | bezpartyjny            | bezpartyjny       |
| 3     |         | Émile Eddé إميل أده (1886–1949)                        | 20 stycznia 1936 | 4 kwietnia 1941   | Libański Blok Narodowy |                   |
| —     |         | Pierre-Georges Arlabosse بيار جورج أرلابوس (1891-1950) | 4 kwietnia 1941  | 9 kwietnia 1941   | bezpartyjny            | bezpartyjny       |
| 4     |         | Alfred Georges Naqqache ألفرد جورج النقاش (1887–1978)  | 9 kwietnia 1941  | 18 marca 1943     | Falanga Libańska       |                   |
| —     |         | Ajjub Sabit أيوب ثابت (1884–1951)                      | 19 marca 1943    | 21 lipca 1943     | bezpartyjny            | bezpartyjny       |
| 5     |         | Petro Trad بيترو طراد (1876–1947)                      | 22 lipca 1943    | 21 września 1943  | bezpartyjny            | bezpartyjny       |
| 6     |         | Biszara al-Churi بشارة الخوري (1890–1964)              | 21 września 1943 | 11 listopada 1943 | Partia Konstytucyjna   |                   |

### Republika Libańska (1943–)
| Osoba | Osoba   | Osoba                                          | Kadencja             | Kadencja             | Partia polityczna                      | Partia polityczna |
| #     | Portret | Imię i nazwisko                                | Od                   | Do                   | Partia polityczna                      | Partia polityczna |
| ----- | ------- | ---------------------------------------------- | -------------------- | -------------------- | -------------------------------------- | ----------------- |
| —     |         | Émile Eddé إميل أده (1886–1949)                | 11 listopada 1943    | 22 listopada 1943    | Libański Blok Narodowy                 |                   |
| (6)   |         | Biszara al-Churi بشارة الخوري (1890–1964)      | 22 listopada 1943    | 18 września 1952     | Partia Konstytucyjna                   |                   |
| —     |         | Fuad Szihab فؤاد شهاب (1902–1973)              | 18 września 1952     | 22 września 1952     | bezpartyjny                            | bezpartyjny       |
| 7     |         | Kamil Szamun كميل شمعون (1900–1987)            | 23 września 1952     | 22 września 1958     | Narodowa Partia Liberalna              |                   |
| 8     |         | Fuad Szihab فؤاد شهاب (1902–1973)              | 23 września 1958     | 22 września 1964     | bezpartyjny                            | bezpartyjny       |
| 9     |         | Charles Hélou شارل حلو (1913–2001)             | 23 września 1964     | 22 września 1970     | Chehabista                             |                   |
| 10    |         | Sulajman Farandżijja سليمان فرنجية (1910–1992) | 23 września 1970     | 22 września 1976     | Brygada Marada                         |                   |
| 11    |         | Iljas Sarkis إلياس سركيس (1924–1985)           | 23 września 1976     | 22 września 1982     | Chehabista                             |                   |
|       |         | Baszir al-Dżumajjil بشير الجميل (1947–1982)    | 23 sierpnia 1982     | 14 września 1982     | Falanga Libańska                       |                   |
| 12    |         | Amin al-Dżumajjil أمين الجميل (1942–)          | 23 września 1982     | 22 września 1988     | Falanga Libańska                       |                   |
| —     |         | Salim al-Huss سليم الحص (1929–2024)            | 22 września 1988     | 5 listopada 1989     | bezpartyjny                            | bezpartyjny       |
|       |         | Michel Aoun ميشال عون (1933–)                  | 22 września 1988     | 13 października 1990 | wojskowy                               |                   |
| 13    |         | René Moawad رينيه معوض (1925–1989)             | 5 listopada 1989     | 22 listopada 1989    | Ruch Niepodległości                    |                   |
| —     |         | Salim al-Huss سليم الحص (1929–2024)            | 22 listopada 1989    | 24 listopada 1989    | bezpartyjny                            | bezpartyjny       |
| 14    |         | Elias Hrawi إلياس الهراوي (1926–2006)          | 24 listopada 1989    | 24 listopada 1998    | bezpartyjny                            | bezpartyjny       |
| 15    |         | Émile Lahoud إميل لحود (1936–)                 | 24 listopada 1998    | 24 listopada 2007    | bezpartyjny                            | bezpartyjny       |
| —     |         | Fouad Siniora فؤاد السنيورة (1943–)            | 24 listopada 2007    | 25 maja 2008         | Strumień Przyszłości (Sojusz 14 Marca) |                   |
| 16    |         | Michel Sulaiman ميشال سليمان (1948–)           | 25 maja 2008         | 25 maja 2014         | bezpartyjny                            | bezpartyjny       |
| —     |         | Tammam Salam تمّام سلام (1945–)                 | 25 maja 2014         | 31 października 2016 | bezpartyjny                            | bezpartyjny       |
| 17    |         | Michel Aoun ميشال عون (1933–)                  | 31 października 2016 | 31 października 2022 | Wolny Ruch Patriotyczny                |                   |
| —     |         | Nadżib Mikati نجيب ميقاتي (1955–)              | 31 października 2022 | 9 stycznia 2025      | Ruch Chwały (Sojusz 8 Marca)           |                   |
| 18    |         | Joseph Khalil Aoun جوزيف عون (1964–)           | 9 stycznia 2025      | nadal                | wojskowy                               |                   |